# Brécé
Brécé es una localidad y comuna francesa en la región administrativa de Bretaña, en el departamento de Ille y Vilaine y distrito de Rennes.

## Demografía
| 434 | 454 | 630 | 835 | 1128 | 1561 |
| Para los censos de 1962 a 1999 la población legal corresponde a la población sin duplicidades (Fuente: INSEE [Consultar]) |     |     |     |      |      |